# Korporacija
Korporacija (lat. corpus = tijelo, engl. corporation, njem. Körperschaft, Kapitalgesellschaft, Aktiengesellschaft, Handelsgesellschaft) je najrazvijeniji oblik društva kapitala. Jedan od pravnih oblika trgovačkih društava; ima brojne prednosti u odnosu na druge pravne oblike trgovačkih društava. Korporacija je uspjela otkloniti sve slabosti ortačkih društava, posebno one koje se odnose na rizik, jer u slučaju bankrota korporacije vlasnik dionica gubi samo ono što je uložio u dionice.

## Pravni položaj
Korporacija je društvo kapitala, koje do sredstava za osnivanje i poslovanje dolazi izdavanjem dionica. Novčani iznos potreban za osnivanje i rad korporacije zove se osnovna glavnica, koja se dijeli na određeni broj dionica. Dionice se nalaze u rukama dioničara, vlasnika korporacije. Korporacije se najčešće osnivaju kao dionička društva. U gigantskim korporacijama broj dioničara se penje na stotine tisuća pa, u nekim slučajevima, i više od milijuna. Korporacija je jedan od najsavršenijih načina prikupljanja kapitala, posebno u onim djelatnostima u kojima priroda procesa proizvodnje zahtijeva velik novac. Korporacije imaju složenu organizacijsku strukturu, s većim brojem poduzeća (kćeri) u svom sastavu.

## Korporativno upravljanje

### Definicija
Korporativno upravljanje je sustav nadzornih mehanizama pomoću kojih svi dobavljači presudnih resursa osiguravaju povrate na svoja ulaganja u korporaciju, s pažnjom da ne ugroze dugoroči prosperitet i opstanak poslovnog sustava, odnosno korporacije. Korporativno upravljanje je područje koje se bavi odnosima unutar upravljačkih struktura kao i odnosima korporacije sa svim bitnim interesno-utjecajnim skupinama. 
Osnovni je kriterij upravljanja korporacijskim poduzećima u njezinu sastavu posredstvom većinskog vlasništva nad dionicama tih poduzeća. Velike korporacije, s obzirom na složenost svoje strukture, pristupaju procesima divizionalizacije organizacijske strukture i decentralizacije rukovođenja, te formiranju relativno autonomnih jedinica po djelatnostima, profitnim centrima i strateškim poslovnim jedinicama, kako bi izbjegli njihovu veliku tromost i poticali prilagođavanje zahtjevima okoline u kojoj djeluju. 
Korporacije imaju, posebno one najveće, na stotine pa i više lokalnih kompanija (poduzeća), širom svijeta. Sve se te lokalne kompanije objedinjavaju u manji ili veći broj poslovnih područja, odnosno programa. Jedno poslovno područje odnosno program može objediniti veći broj tvornica iz različitih zemalja koje po srodnosti spadaju u određeno poslovno područje.

### Problem koncentracije vlasništva
Istraživanje koncentracije vlasništva ukazuje na nisku razinu odvojenosti vlasništva i kontrole u hrvatskim korporacijama. Visoka koncentracija vlasništva u većini slučajeva sprečava oportuno ponašanje menadžmenta u smislu korištenja kontrole za svoju osobnu korist. Međutim, visoka koncentracija vlasništva ima svoju cijenu – veliki vlasnici, s udjelima koji osiguravaju kontrolu mogu pratiti osobne interese na račun drugih interesno-utjecajnih skupina, a prije svega na račun malih dioničara.

### Područja korporativnog upravljanja
Područje korporativnog upravljanja obuhvaća korporativni pravni okvir i praksu donošenja odluka u nadzornim odborima i upravama korporacija, razne aspekte korporativnih financija, zakona koji reguliraju poslovanje vrijednosnim papirima, stečajne zakone, zakone koji reguliraju poslovanje financijskih institucija, odnose sa zaposlenicima, ugovorno pravo i teoriju, vlasnička prava, kompenzacijske sustave i sustave internog informiranja i kontrole.

### Kodeks korporativnog upravljanja
Svjesna važnosti odgovornog i etički utemeljenog ponašanja poslovnih subjekata u okviru gospodarstva, svjetske korporacije usvojile djelomično na vlastitu inicijativu, a i po preporuci Organizacije za ekonomsku suradnju i razvoj (OECD) etički Kodeks poslovanju kojim se obvezala poštovati načela etike u svim svojim poslovnim odnosima te je prihvatila obvezu djelovanja u skladu s načelima odgovornosti, istinitosti, učinkovitosti, transparentnosti, kvalitete, postupanja u dobroj vjeri, te poštovanja dobrih poslovnih običaja prema poslovnim partnerima, poslovnom i društvenom okruženju i vlastitim zaposlenicima.
U Hrvatskoj agencija HANFA i Zagrebačka burza usvojili su početkom 2007. hrvatski Kodeks korporativnog upravljanja (Corporate Governance Codex), u kojemu se definira temeljna načela:
- transparentnost poslovanja,
- jasno razračene procedure za rad nadzornog odbora, uprave i drugih organa i struktura koje donose važne odluke,
- izbjegavanje sukoba interesa,
- efikasna unutarnja kontrola,
- efikasan sustav odgovornosti.

Uvažavajući posebice OECD-ove i HANFA-ine smjernice za korporacijsko upravljanje te u skladu s važećim zakonodavstvom Republike Hrvatske, veće hrvatske korporacije usvojile su vlastiti Kodeks korporativnog upravljanja.

## Korporacije u Hrvatskoj
U Hrvatskoj su registrirani 68.000 poduzeća, od toga se smatraju svega 300 kao korporacija, odnosno dioničkih društava koja izvještavaju Komisiju za vrijednosne papire. 
Već od 1993. najveća hrvatska korporacija je INA d.d. Najveće korporacije po ostvarenim prihodima u Hrvatskoj u godini 2006. su po podacima financijskog tjednika Privrednog vjesnika:
1. INA: 22,35 milijardi kuna
2. Hrvatska elektroprivreda (HEP): 9,9 milijardi kuna
3. Konzum: 9,7 miljardi kuna
4. Hrvatske Telekomunacije (T-Com): 6,9 milijardi kuna
5. T-Mobile: 4,18 milijardi kuna

Najveću dobit ostvarili su:
1. T-Com: 2,07 milijardi kuna
2. T-Mobile: 972,4 milijuna kuna
3. ENI Croatia: 889,7 milijuna kuna

## Poveznice
- Menadžment
- Strategija u ekonomiji
- Dioničko društvo
- Korporativna komunikacija
- Management promjena
- Interna revizija u procesu korporativnog upravljanja

## Vanjske poveznice
- http://www.limun.hr/main.aspx?id=10577&Page=1  Arhivirana inačica izvorne stranice od 5. ožujka 2016. (Wayback Machine) Limun.hr - financijski portal
- http://www.zse.hr Zagrebačka burza - službene stranice